# Naatu Naatu
«Naatu Naatu» (с телугу — «Родной, местный») — индийская песня на языке телугу, написанная М. М. Киравани, с текстом Чандрабосе, записанная Рахулом Сиплигунджем и Каала Бхайравой для альбома-саундтрека индийского фильма «RRR: Рядом ревёт революция» 2022 года. «Naatu Naatu» была выпущена 10 ноября 2021 года и опубликована на YouTube как лирик-видео в качестве второго сингла с альбома через Lahari Music и T-Series. Видеоклип, включающий визуальные образы непосредственно из фильма, был выпущен 11 апреля 2022 года на YouTube.
Песня также вышла на хинди под названием «Naacho Naacho», на тамильском языке под названием «Naattu Koothu», на каннада под названием «Halli Naatu» и на малаялам под названием «Karinthol». Популярным стал танец «хук степ» с участием Н. Т. Рамы Рао младшего и Рама Чарана — исполнителей главных ролей в «RRR». «Naatu Naatu» стала первой песней из индийского фильма (а также из азиатского фильма), получившей Оскар за лучшую оригинальную песню. Она также получила награду за лучшую оригинальную песню на 80-й церемонии вручения премии «Золотой глобус», став первой индийской песней, получившей эту награду.

## История
Весь процесс создания песни занял более 19 месяцев. Киравани написал от 10 до 20 различных мелодий, основываясь на  конкретном моменте сценария. Позже команда завершила работу над этой  мелодией на основе голосования в своём внутреннем кругу.

## Композиция и текст
Слово naatu (నాటు; nāṭu) на языке телугу по-разному переводится как «родной», «местный», «деревенский», «сырой и деревенский», «этнический». Чандрабосе написал текст песни на основе своих детских воспоминаний. По словам Чандрабосе, 90 % песни он написал за полдня, но на написание оставшихся 10 % ушло 1,7 года.
Композитор Киравани уподобил звучание традиционным ритмам народных песен в индийских деревнях. Для инструментовки Киравани использовал даф, индийский барабан из кожи. В песне использован ритм 6/8, популярный в южноиндийской музыке.

## Музыкальное видео

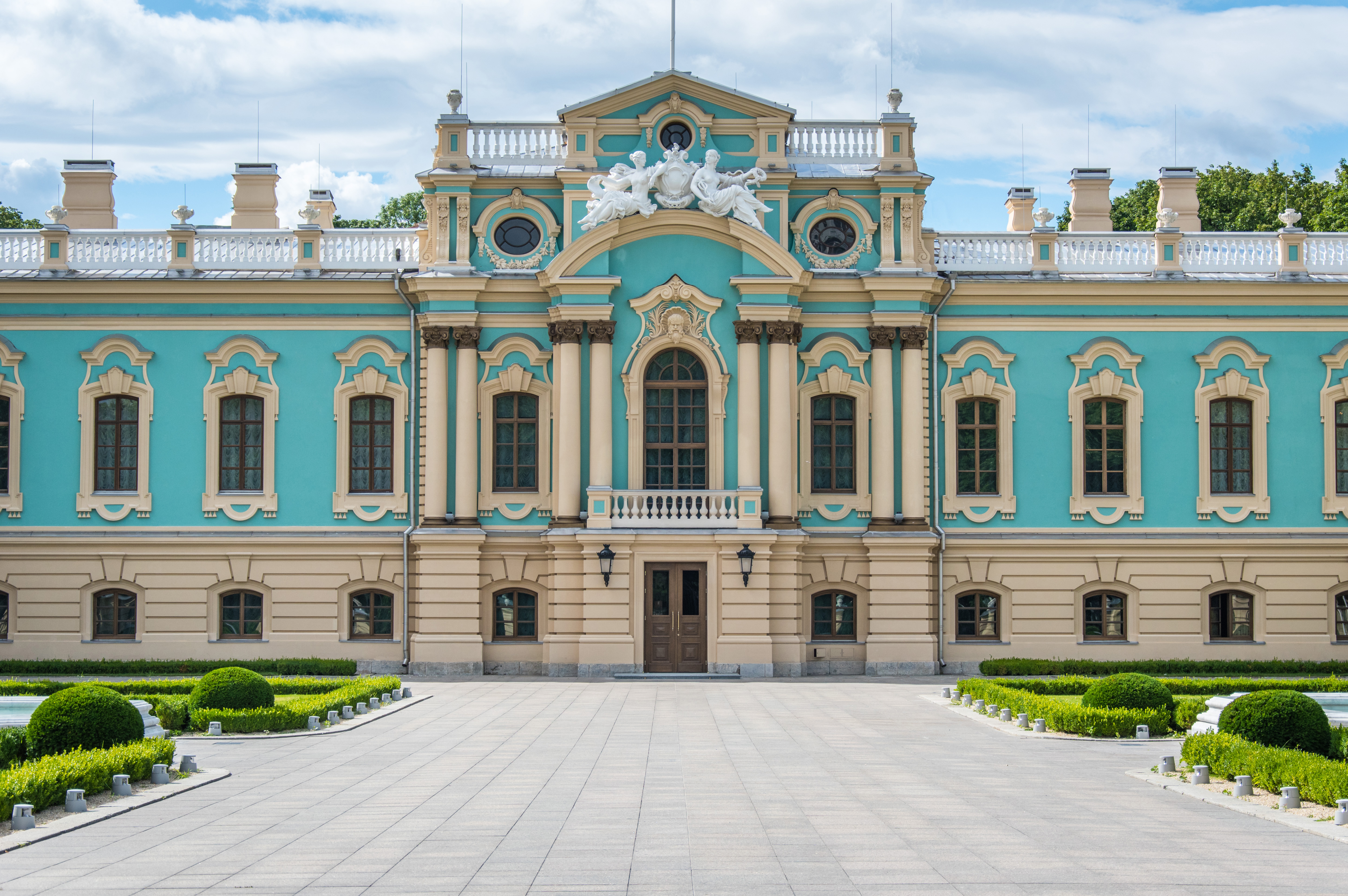
Видеоклип на песню «Naatu Naatu» снимали у Мариинского дворца в Киеве

Видео на песню «Naatu Naatu» снимали в августе 2021 года на Украине в рамках финального этапа съёмок фильма «RRR: Рядом ревёт революция». Съёмки проходили у Мариинского дворца, официальной резиденции президента Украины в Киеве, за несколько месяцев до начала российского вторжения в Украину. В музыкальном видео задействовано около 50 танцоров и от 300 до 400 статистов. Прем Ракшит поставил танцевальные сцены.

## Отзывы
Портал Onmanorama высоко оценил песню и заявил: «Ритм, поднимающий настроение, и самые зажигательные актёры, танцующие под эти биты, — это именно то, чего ждали фанаты с тех пор, как создатели анонсировали этот опус». А. Камешвари из The Indian Express написал: «Naatu Naatu предлагает двойное удовольствие, поскольку два актёра выступают вместе на экране и создают безумную энергию, которая заставляет вас тоже захотеть танцевать. Песню из „RRR“ можно с уверенностью назвать лучшим массовым треком года». Рецензенты из Mirchi9 раскритиковали саму песню за обыденность, назвав её «олдскульным, сервисным номером». Однако они похвалили хореографию Рамы Рао и Чарана, назвав её «визуальным пиршеством». Мэтт Пэтч из Polygon назвал музыкальную последовательность в фильме одной из лучших сцен 2022 года.
Элисон Херман из The Ringer похвалила идею песни и написала: «Naatu Naatu — это нечто иное: музыкальное исполнение, которое продвигает историю вперед в фильме, который не является в первую очередь музыкальным, бросая вызов бинарности „музыкальный“ и „не музыкальный“ и делая саму песню более неотъемлемой частью фильма», сравнивая её с номинантами на Оскар за лучшую оригинальную песню. Анализируя песню, Судхир Шринивасан из The New Indian Express сказал: «274 секунды песни вдохновляют на редкую потерю тормозов; они призывают вас отпустить, сдаться, довериться и просто танцевать. Волноваться потом, танцевать сейчас. На эти секунды все — деспотичный белый человек, кроткая принцесса, индийские повстанцы — равны в танце и радости». Ганеш Ааглаве из Firstpost высоко оценил вокал Рахула Сиплигунджа и Каала Бхайравы.

## Награды и номинации
| Награда                          | Дата            | Категория                   | Результат    | Ссылка               |
| -------------------------------- | --------------- | --------------------------- | ------------ | -------------------- |
| Оскар                            | 12 марта 2023   | Best Original Song          | Победа       | [ 13 ] [ 35 ] [ 36 ] |
| Critics' Choice Awards           | 15 января 2023  | Best Song                   | Победа       | [ 37 ]               |
| Georgia Film Critics Association | 13 января 2023  | Best Original Song          | Второе место | [ 38 ]               |
| Золотой глобус                   | 10 января 2023  | Best Original Song          | Победа       | [ 39 ]               |
| Hollywood Critics Association    | 24 февраля 2023 | Best Original Song          | Победа       | [ 40 ]               |
| Hollywood Music in Media Awards  | 16 ноября 2022  | Song — Onscreen Performance | Номинация    | [ 41 ]               |
| Houston Film Critics Society     | 18 февраля 2023 | Best Original Song          | Победа       | [ 42 ]               |
| Online Film Critics Society      | 23 января 2023  | Original Song               | Победа       | [ 43 ]               |
| Satellite Awards                 | 3 марта 2023    | Best Original Song          | Номинация    | [ 44 ]               |

## Чарты
| Чарт (2023)                               | Высшая позиция |
| ----------------------------------------- | -------------- |
| Индия (Billboard) · Naacho Naacho         | 3              |
| Индия (Billboard) · Halli Naatu           | 4              |
| Индия (Billboard) · Naattu Koothu         | 5              |
| Япония (Billboard Japan)                  | 16             |
| США (World Digital Song Sales, Billboard) | 3              |